# Подхум (Тузи)
Подхум је насеље у општини Тузи у Црној Гори. Према попису из 2011. било је 253 становника (према попису из 2003. било је 240 становника).

## Демографија
У насељу Подхум живи 152 пунолетна становника, а просечна старост становништва износи 30,6 година (29,9 код мушкараца и 31,3 код жена). У насељу има 48 домаћинстава, а просечан број чланова по домаћинству је 5,00.
Ово насеље је великим делом насељено Албанцима (према попису из 2003. године).
|  |

| Демографија | Демографија | Демографија |
| Година      | Становника  | Становника  |
| ----------- | ----------- | ----------- |
|             |             |             |
|             |             |             |
|             |             |             |
|             |             |             |
| 1948.       | 100         |             |
| 1953.       | 121         |             |
| 1961.       | 162         |             |
| 1971.       | 216         |             |
| 1981.       | 268         |             |
| 1991.       | 279         | 224         |
| 2003.       | 303         | 240         |
| 2011.       |             | 253         |
|             |             |             |

| Национални састав према попису из 2003.‍ | Национални састав према попису из 2003.‍ | Национални састав према попису из 2003.‍ | Национални састав према попису из 2003.‍ | Национални састав према попису из 2003.‍ |
| --------------------------------------- | --------------------------------------- | --------------------------------------- | --------------------------------------- | --------------------------------------- |
|                                         |                                         |                                         |                                         |                                         |
| Албанци                                 | Албанци                                 |                                         | 218                                     | 90,83%                                  |
| Црногорци                               | Црногорци                               |                                         | 21                                      | 8,75%                                   |
| Срби                                    | Срби                                    |                                         | 1                                       | 0,41%                                   |

| Национални састав према попису из 2011.‍ | Национални састав према попису из 2011.‍ | Национални састав према попису из 2011.‍ | Национални састав према попису из 2011.‍ | Национални састав према попису из 2011.‍ |
| --------------------------------------- | --------------------------------------- | --------------------------------------- | --------------------------------------- | --------------------------------------- |
|                                         |                                         |                                         |                                         |                                         |
| Албанци                                 | Албанци                                 |                                         | 221                                     | 87,35%                                  |
| Срби                                    | Срби                                    |                                         | 24                                      | 9,49%                                   |

| \| \| м \| \| \| ж \| \| ? \| 0 \| \| \| 0 \| \| 80+ \| 3 \| \| \| 3 \| \| 75—79 \| 1 \| \| \| 1 \| \| 70—74 \| 2 \| \| \| 3 \| \| 65—69 \| 4 \| \| \| 1 \| \| 60—64 \| 6 \| \| \| 3 \| \| 55—59 \| 4 \| \| \| 5 \| \| 50—54 \| 5 \| \| \| 6 \| \| 45—49 \| 6 \| \| \| 7 \| \| 40—44 \| 7 \| \| \| 6 \| \| 35—39 \| 11 \| \| \| 10 \| \| 30—34 \| 10 \| \| \| 10 \| \| 25—29 \| 5 \| \| \| 5 \| \| 20—24 \| 9 \| \| \| 12 \| \| 15—19 \| 11 \| \| \| 11 \| \| 10—14 \| 14 \| \| \| 10 \| \| 5—9 \| 16 \| \| \| 8 \| \| 0—4 \| 14 \| \| \| 11 \| \| Просек : \| 10 \| \| \| 4 \| |    |  |  |    |
| |    |  |  |    |
| | м  |  |  | ж  |
| ? | 0  |  |  | 0  |
| 80+ | 3  |  |  | 3  |
| 75—79 | 1  |  |  | 1  |
| 70—74 | 2  |  |  | 3  |
| 65—69 | 4  |  |  | 1  |
| 60—64 | 6  |  |  | 3  |
| 55—59 | 4  |  |  | 5  |
| 50—54 | 5  |  |  | 6  |
| 45—49 | 6  |  |  | 7  |
| 40—44 | 7  |  |  | 6  |
| 35—39 | 11 |  |  | 10 |
| 30—34 | 10 |  |  | 10 |
| 25—29 | 5  |  |  | 5  |
| 20—24 | 9  |  |  | 12 |
| 15—19 | 11 |  |  | 11 |
| 10—14 | 14 |  |  | 10 |
| 5—9 | 16 |  |  | 8  |
| 0—4 | 14 |  |  | 11 |
| Просек : | 10 |  |  | 4  |

| Број домаћинстава према пописима из периода 1948—2003. | Број домаћинстава према пописима из периода 1948—2003. | Број домаћинстава према пописима из периода 1948—2003. | Број домаћинстава према пописима из периода 1948—2003. | Број домаћинстава према пописима из периода 1948—2003. | Број домаћинстава према пописима из периода 1948—2003. | Број домаћинстава према пописима из периода 1948—2003. | Број домаћинстава према пописима из периода 1948—2003. |
| Година пописа                                          | 1948.                                                  | 1953.                                                  | 1961.                                                  | 1971.                                                  | 1981.                                                  | 1991.                                                  | 2003.                                                  |
| ------------------------------------------------------ | ------------------------------------------------------ | ------------------------------------------------------ | ------------------------------------------------------ | ------------------------------------------------------ | ------------------------------------------------------ | ------------------------------------------------------ | ------------------------------------------------------ |
| Број домаћинстава                                      | 14                                                     | 14                                                     | 26                                                     | 25                                                     | 31                                                     | 43                                                     | 52                                                     |

| Број домаћинстава по броју чланова према попису из 2003. | Број домаћинстава по броју чланова према попису из 2003. | Број домаћинстава по броју чланова према попису из 2003. | Број домаћинстава по броју чланова према попису из 2003. | Број домаћинстава по броју чланова према попису из 2003. | Број домаћинстава по броју чланова према попису из 2003. | Број домаћинстава по броју чланова према попису из 2003. | Број домаћинстава по броју чланова према попису из 2003. | Број домаћинстава по броју чланова према попису из 2003. | Број домаћинстава по броју чланова према попису из 2003. | Број домаћинстава по броју чланова према попису из 2003. | Број домаћинстава по броју чланова према попису из 2003. |
| Број чланова                                             | 1                                                        | 2                                                        | 3                                                        | 4                                                        | 5                                                        | 6                                                        | 7                                                        | 8                                                        | 9                                                        | 10 и више                                                | Просек                                                   |
| -------------------------------------------------------- | -------------------------------------------------------- | -------------------------------------------------------- | -------------------------------------------------------- | -------------------------------------------------------- | -------------------------------------------------------- | -------------------------------------------------------- | -------------------------------------------------------- | -------------------------------------------------------- | -------------------------------------------------------- | -------------------------------------------------------- | -------------------------------------------------------- |
| Број домаћинстава                                        | 48                                                       | 1                                                        | 3                                                        | 4                                                        | 12                                                       | 12                                                       | 8                                                        | 4                                                        | 1                                                        | 1                                                        | 2                                                        |

| Пол    | Укупно | Неожењен/Неудата | Ожењен/Удата | Удовац/Удовица | Разведен/Разведена | Непознато |
| ------ | ------ | ---------------- | ------------ | -------------- | ------------------ | --------- |
| Мушки  | 84     | 27               | 56           | 1              | 0                  | 0         |
| Женски | 83     | 16               | 57           | 10             | 0                  | 0         |
| УКУПНО | 167    | 43               | 113          | 11             | 0                  | 0         |

| Пол    | Укупно                    | Пољопривреда, лов и шумарство | Рибарство                            | Вађење руде и камена | Прерађивачка индустрија       |
| ------ | ------------------------- | ----------------------------- | ------------------------------------ | -------------------- | ----------------------------- |
| Мушки  | 64                        | 57                            | 0                                    | 0                    | 1                             |
| Женски | 2                         | 1                             | 0                                    | 0                    | 0                             |
| Укупно | 66                        | 58                            | 0                                    | 0                    | 1                             |
|        |                           |                               |                                      |                      |                               |
| Пол    | Производња и снабдевање   | Грађевинарство                | Трговина                             | Хотели и ресторани   | Саобраћај, складиштење и везе |
| Мушки  | 0                         | 1                             | 1                                    | 0                    | 1                             |
| Женски | 0                         | 0                             | 0                                    | 0                    | 0                             |
| Укупно | 0                         | 1                             | 1                                    | 0                    | 1                             |
|        |                           |                               |                                      |                      |                               |
| Пол    | Финансијско посредовање   | Некретнине                    | Државна управа и одбрана             | Образовање           | Здравствени и социјални рад   |
| Мушки  | 0                         | 0                             | 0                                    | 2                    | 0                             |
| Женски | 0                         | 0                             | 0                                    | 0                    | 0                             |
| Укупно | 0                         | 0                             | 0                                    | 2                    | 0                             |
|        |                           |                               |                                      |                      |                               |
| Пол    | Остале услужне активности | Приватна домаћинства          | Екстериторијалне организације и тела | Непознато            | Непознато                     |
| Мушки  | 1                         | 0                             | 0                                    | 0                    | 0                             |
| Женски | 1                         | 0                             | 0                                    | 0                    | 0                             |
| Укупно | 2                         | 0                             | 0                                    | 0                    | 0                             |